# 5-те тисячоліття
П'яте тисячоліття — проміжок часу від 1 січня 4001 року нашої ери до 31 грудня 5000 року нашої ери.

## Астрономічні події
- 22 листопада 4296 року — Венера покриє зірку Антарес (α Скорпіона).
- У XLIV столітті, приблизно в 4390-і роки, Комета Гейла — Боппа повернеться в Сонячну систему. Її проходження перед Сонцем було в 1996—1997 роках.
- 10 листопада 4557 року — Венера покриє зірку Регул (α Лева).
- 14 серпня 4747 року — Венера покриє зірку Регул (α Лева).
- 21 жовтня 4772 року — закінчиться черговий цикл календаря майя.
- У XLIX столітті Велика комета 1811 року повернеться в Сонячну систему. За розрахунковими даними астрономів, це відбудеться 4876 року.
- 29 листопада 5000 року відбудеться останнє сонячне затемнення в п'ятому тисячолітті.

## Цікаві факти
- В 4300 році різниця між юліанським і григоріанським календарями досягне одного місяцю і новий 4301 рік за юліанським календарем настане 1 лютого за григоріанським календарем.